# Відносини Албанія — НАТО
Албанія вступила в НАТО у 2009 році. Відносини країни з Організацією Північноатлантичного договору (НАТО) почалися ще в 1992 році, коли держава приєдналася до Ради північноатлантичного співробітництва  У 1994 році вона вступила в Партнерство заради миру. У 1999 році країна отримала План дій щодо членства в (MAP). Країна отримала запрошення приєднатися до саміта в Бухаресті в 2008 році, а повноправним членом НАТО стала з 1 квітня 2009.
Албанія — перша з країн Східної Європи, що приєдналася до програми Партнерство заради миру. З початку 1990-х років необхідність вступу Албанії до НАТО була предметом глибокого консенсусу всього албанського суспільства (політики країни вважають, що вступ в НАТО це один з головних пріоритетів). Членство в НАТО підтримувало 94-96% албанців, багато з яких розглядало його як засіб поліпшення економічного положення своєї країни і гарантію подальшого вступу в ЄС.

## Прогрес переговорів

Албанія і Хорватія приєдналися до НАТО в 2009 році

| Подія                   | Дата       |
| ----------------------- | ---------- |
| Запрошення приєднатися  | 03.04.2008 |
| Протокол про приєднання | 09.07.2008 |
| Ратифікація:            |            |
| Бельгія                 | 29.01.2009 |
| Болгарія                | 23.10.2008 |
| Канада                  | 14.01.2009 |
| Чехія                   | 22.12.2008 |
| Данія                   | 09.12.2008 |
| Естонія                 | 19.12.2008 |
| Франція                 | 04.02.2009 |
| Німеччина               | 19.12.2008 |
| Греція                  | 17.02.2009 |
| Угорщина                | 15.09.2008 |
| Ісландія                | 12.02.2009 |
| Італія                  | 23.12.2008 |
| Латвія                  | 18.09.2008 |
| Литва                   | 06.10.2008 |
| Люксембург              | 12.02.2009 |
| Нідерланди              | 17.02.2009 |
| Норвегія                | 24.11.2008 |
| Польща                  | 21.10.2008 |
| Португалія              | 13.02.2009 |
| Румунія                 | 21.10.2008 |
| Словаччина              | 24.10.2008 |
| Словенія                | 09.02.2009 |
| Іспанія                 | 18.12.2008 |
| Туреччина               | 26.11.2008 |
| Велика Британія         | 19.12.2008 |
| США                     | 26.09.2008 |
| Повне членство          | 01.04.2009 |

## Раді північноатлантичного співробітництва
Після падіння Радянського Союзу в 1991 році, НАТО створила Раду північноатлантичного співробітництва (РПАС) з метою зміцнення інституційного співробітництва з питань політики і безпеки між членами НАТО і колишніми країнами Варшавського договору. Албанія приєдналася до неї в 1992 році.

## Партнерство заради миру
Партнерство заради миру (ПЗМ) — це програма НАТО, яка спрямована на створення довіри між НАТО та іншими державами у Європі та країнами колишнього Радянського Союзу. Албанія підписала партнерство в інтересах мирної угоди 23 лютого 1994. Цього ж дня держава вперше офіційно подала заявку на вступ до НАТО.

## План дій щодо членства
План дії щодо членства (ПДЧ) — це програма, покликана допомогти прагнучим країнам-партнерам відповідати стандартам НАТО і підготувати їх до можливого майбутнього членства. Щоб вступити до альянсу, держава повинна спочатку увійти до ПДЧ та відповідати відповідним стандартам НАТО
Албанія отримала ПДЧ в 1999 році, який був затверджений державами альянсу на саміті у Вашингтоні. Албанія прийняла на себе зобов'язання з реформування не тільки збройних сил, а й політичної, виборчої та судової систем. Уряд цієї країни активно включався в діяльність по боротьбі з корупцією, тероризмом, організованою злочинністю, незаконним обігом зброї та наркотиків. З 1996 року албанські війська брали участь в різних місіях Альянсу — в Боснії і Герцеговині, в Афганістані, у війні з Іраком. З 1999 року Тирана щорічно витрачала близько 108 мільйонів доларів США на військові витрати (приблизно 1,4% від ВВП). Одним з найважливіших умов інтеграції країни в НАТО було збільшення її військового бюджету. У 2002 році збройні сили Албанії почали 10-річну програму реформ, спонсором якої став Пентагон. Ця програма була спрямована на створення мобільної армії. В ході реформ було скорочено кількість озброєння і бойової техніки: літаків, танків, вертольотів, артилерійських систем, морських суден і боєприпасів. Була прийнята масштабна програма з утилізації старих боєприпасів. Крім цього, Албанія отримали нові типи озброєння і обладнання. Зокрема, за допомогою НАТО була створена система радіолокаційного спостереження, яка дозволила значно підвищити можливості сил Берегової охорони по захисту територіальних вод країни. Держави альянсу також взяли участь у підготовці та навчанні особового складу албанської армії.

## Протоколи Бухарестського саміту
У 2003 році Албанія, Хорватія і Македонія під егідою США створили ініціативне об'єднання, під назвою Група Адріатичної хартії (Adriatic Charter Group). Метою об'єднання був спільний рух до євроатлантичних структур. Однак у 2008 році приєднання Македонії до НАТО було заблоковане Грецією. Дві ж інші країни, Хорватія і Албанія, показали великі успіхи в досягненні критеріїв членства в Альянсі. У 2008 році військовий бюджет Албанії перевищив рівень в 2% від ВВП. З лютого 2008 року Албанія офіційно бере участь в операції НАТО «Активні зусилля» (в рамках цієї операції кораблі ВМС НАТО ведуть патрулювання вод Середземного моря і контролюють судноплавство, допомагаючи виявляти і стримувати терористичну діяльність, а також забезпечувати захист від тероризму). Всього в різних операціях НАТО взяло участь більше 3300 албанських військовослужбовців. Незважаючи на те, що у військовому відношенні Албанія для НАТО була не значною, проте, ця країна володіла необхідною інфраструктурою, яка дозволила Північноатлантичному союзу контролювати всю Адріатику.
На саміті в Бухаресті держави-члени НАТО підписали протоколи про приєднання Албанії та Хорватії. Церемонія підписання відбулася в присутності міністрів закордонних справ двох країн. Окремі держави-члени НАТО повинні ратифікувати протоколи відповідно до їх національних вимог і процедур.